# Xe đạp
Xe đạp là một loại phương tiện đơn hoặc đôi chạy bằng sức người hoặc gắn thêm động cơ trợ lực,điều khiển bằng bàn đạp,có hai bánh xe được gắn vào khung,một bánh trước dùng để điều hướng và một bánh sau để dẫn động.
Xe đạp xuất hiện lần đầu vào thế kỷ XIX ở Châu Âu. Trong thời gian ngắn chỉ hơn 200 năm mà sang đầu thế kỷ 21 thị trường thế giới đã dung nạp và sử dụng hơn 1 tỷ chiếc xe đạp. Con số này vượt xa số lượng xe ô tô, cả về tổng số và số lượng kiểu xe.
Xe đạp là phương tiện giao thông chính ở nhiều nơi trên thế giới. Đồng thời xe đạp cũng là một môn thể thao và giải trí như môn đua xe đạp; đối với trẻ con xe đạp là một món đồ chơi trong khi người lớn dùng xe đạp như dụng cụ rèn luyện thân thể. Giới hữu chức cũng dùng xe đạp trong quân đội và cảnh sát. Vì tiện lợi nên xe đạp có mặt trong ngành dịch vụ chuyển phát nhanh.
Hình dạng và cấu hình cơ bản của một chiếc "xe đạp an toàn" điển hình đã thay đổi rất ít kể từ lần đầu được phát triển vào khoảng năm 1885. Tuy nhiên, nhiều chi tiết đã được cải thiện, đặc biệt là từ sự ra đời của vật liệu hiện đại và thiết kế dựa trên hỗ trợ của máy tính. Chính những điều này đã cho phép phổ biến các thiết kế chuyên dụng của nhiều loại xe đạp.
Phát minh ra xe đạp đã có một tác động to lớn đối với xã hội, cả về văn hóa và tiến bộ các phương pháp công nghiệp hiện đại. Một số bộ phận cấu tạo cũng đóng vai trò quan trọng cho phát triển của ô tô ban đầu được phát minh để sử dụng cho xe đạp, bao gồm vòng bi, lốp khí nén, bánh xích điều khiển bằng xích và nan hoa của bánh xe.

## Nguyên gốc từ
Từ "xe đạp" lần đầu xuất hiện trong văn bản tiếng Anh vào năm 1868, được sử dụng trong báo The Daily News để miêu tả "Bysicles và trysicles" trên "Champs Elysées và Bois de Boulogne". Nó đã xuất hiện lần đầu vào năm 1847 trong một ấn phẩm tiếng Pháp để mô tả một phương tiện hai bánh không rõ danh tính, có thể là một chiếc xe ngựa. Thiết kế của chiếc xe đạp đã tiến xa hơn so với xe đạp đầu tiên, dù hai thuật ngữ này đã được sử dụng một cách trùng hợp trong một khoảng thời gian.
Còn có những từ khác để chỉ "xe đạp" như "bike", "xe đạp đạp bằng chân", "xe đạp chân", hoặc "cycle". Trong Unicode, mã ký tự cho "xe đạp" là 0x1F6B2. Ký tự số thập lục phân 🚲 trong HTML tạo ra biểu tượng 🚲.
Mặc dù "bike" và "cycle" thường được sử dụng hoán đổi để chỉ hai loại xe hai bánh, những thuật ngữ này vẫn có sự biến đổi theo vùng miền trên toàn thế giới. Ví dụ, ở Ấn Độ, "xe đạp" chỉ đề cập đến phương tiện hai bánh sử dụng sức đạp chân, trong khi thuật ngữ "bike" được sử dụng để mô tả một phương tiện hai bánh sử dụng động cơ đốt trong hoặc động cơ điện làm nguồn động cơ thay vì xe máy.

## Lịch sử

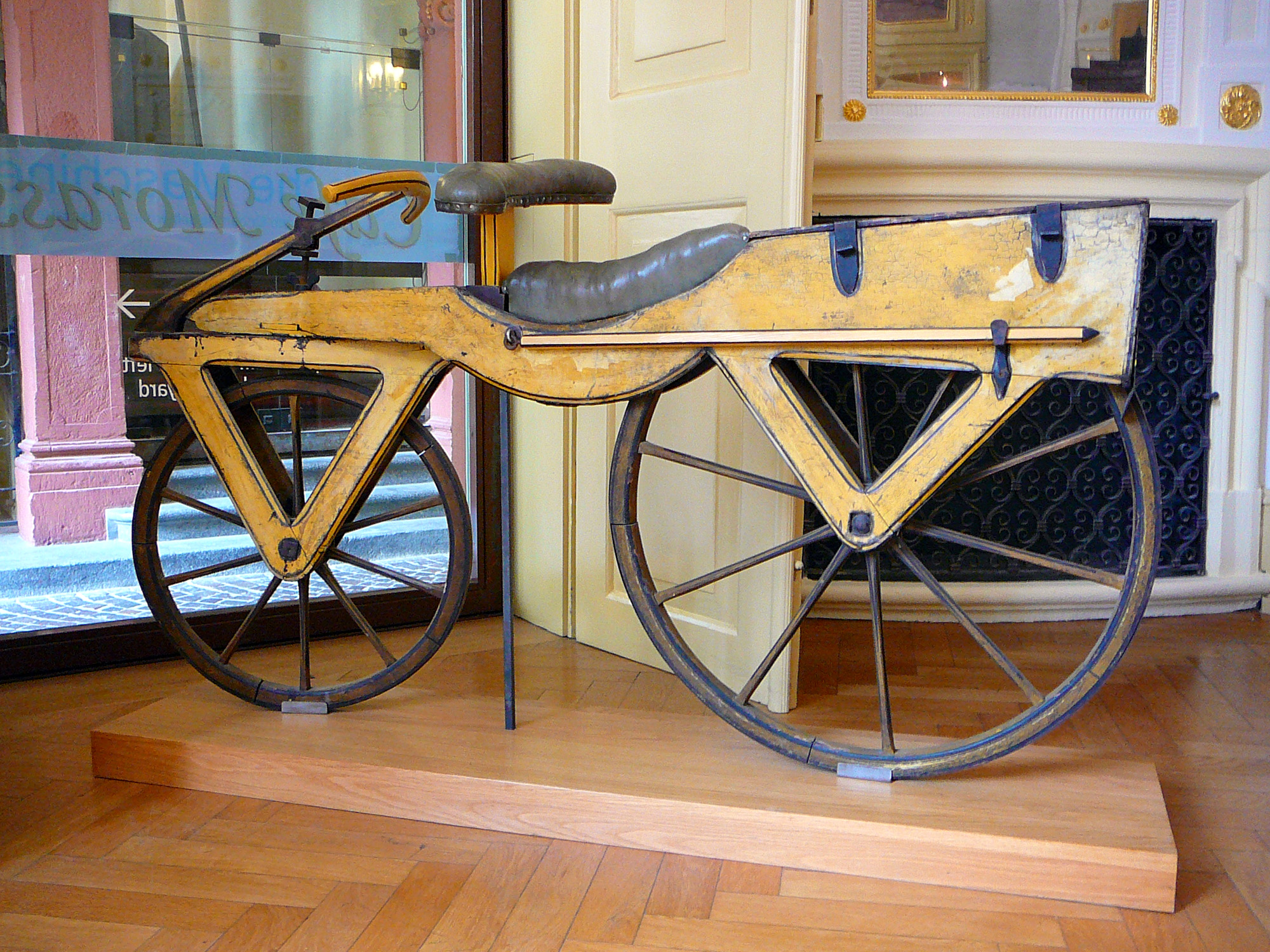
Mô hình xe đạp bằng gỗ của Drais (khoảng năm 1820)

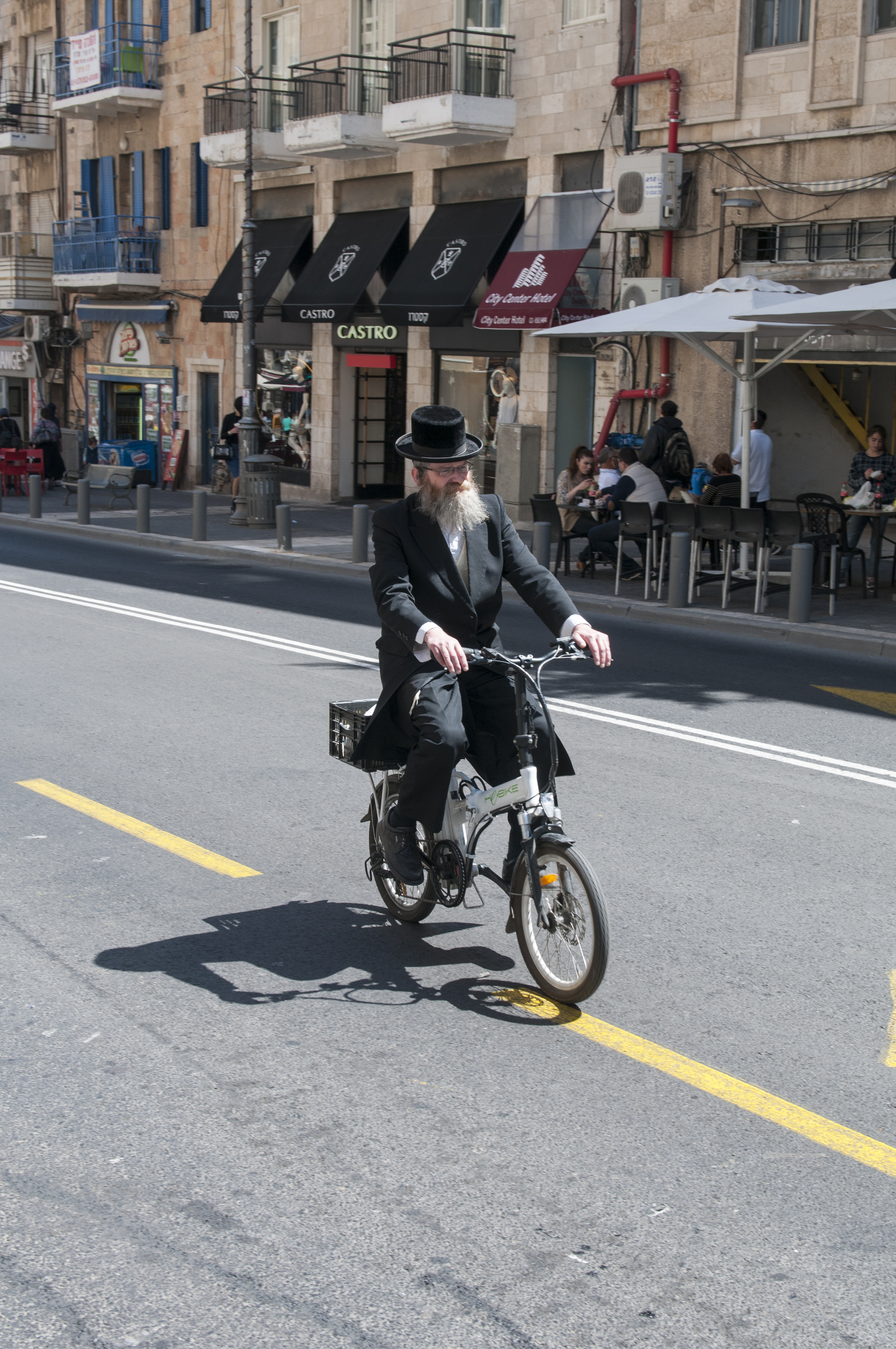
Một ông lão người Do Thái lái xe đạp điện ở khu phố cổ Jerusalem, Israel

Trước đây người ta cho rằng xe đạp được sáng chế bởi bá tước Sivrac vào năm 1790, với cái tên Célérifère(célérité có nghĩa là nhanh). Nó là một cái máy bằng gỗ, không có bánh xe để lái; việc chuyển hướng đòi hỏi phải lắc mạnh phần trước của xe. Ngày nay các sử gia về kỹ thuật cho rằng không có chiếc xe nào tên làCélérifère cũng như bá tước Sivrac, đó chỉ là những hình ảnh sai vì xe đạp không tay lái rất khó điều khiển. Célérifère đồ chơi thì có thể có, nhưng không thể chạy nó trong thực tiễn.
Năm 1817, nam tước người Đức là Baron Karl von Drais đã phát minh ra chiếc xe mang tên ông gọi là Draisienne (xe của Drais) được xem là tổ tiên của xe đạp. Drais đã giới thiệu mô hình xe này cho công chúng tại Mannheim vào mùa hè 1817 và tại Paris năm 1818. Người lái ngồi dạng chân trên một khung gỗ được hỗ trợ bởi hai bánh xe và đẩy chiếc xe bằng hai chân của mình trong khi chỉnh hướng bằng bánh xe phía trước.
- Xe hai bánh được gắn thiết bị cơ khí đầu tiên có thể đã được Kirkpatrick MacMillan, một thợ rèn người Scotland, lắp ráp vào năm 1839, mặc dù tuyên bố này còn đang tranh cãi.[22] Ông cũng là trường hợp được ghi nhận đầu tiên của một hành vi phạm tội gây tai nạn giao thông bằng xe đạp, khi một tờ báo Glasgow năm 1842 báo cáo tai nạn, trong đó có viết một "quý ông ẩn danh của vùng Dumfries-shire cưỡi một chiếc xe đạp được thiết kế khéo léo" đâm vào một cô bé ở Glasgow và bị phạt năm shilling.[23]

Sáng kiến lắp thêm bàn đạp cho bánh trước được cho là thuộc về hai anh em Ernest Michaux và Pierre Michaux, thợ đóng xe ở Paris. Vào năm 1865, khi phải sửa chữa một cái Draisienne, họ đã lắp cho nó một chỗ để chân, mô phỏng tay quay trong máy quay tay của họ. Tuy nhiên, trước đó, vào năm 1849, có thể một thợ cơ khí Đức là Heinrich Fischer đã sáng chế ra pê đan trước hai anh em Michaux. Pêđan ở bánh trước khiến cho bánh trước có kích thước lớn (lớn hơn bánh sau) để tăng quãng đường đi trong mỗi vòng đạp. Cải tiến này đã mang lại tên gọi mới cho thiết bị, bicycle (xe đạp).
Một số phát minh sau này đã sử dụng ổ đĩa phía sau bánh xe, nổi tiếng nhất là xe đạp sử dụng các thanh điều khiển của Thomas McCall, người Scotland năm 1869. Cũng trong năm đó, xe đạp có bánh xe với nan hoa của Eugène Meyer, người Paris, đã được cấp bằng sáng chế. Vélocipède(tiếng Pháp), chiếc xe đạp làm bằng sắt và gỗ, phát triển thành xe "penny-farthing" (trong lịch sử cơ khí được coi là "chiếc xe đạp bình thường"). Nó bao gồm một khung thép hình ống trên đó có gắn bánh xe có nan hoa với lốp cao su rắn. Những chiếc xe đạp này rất khó đi do chỗ ngồi cao và phân bố trọng lượng không tốt. Năm 1868 Rowley Turner, một đại lý bán hàng của Công ty máy khâu Coventry (mà nhanh chóng trở thành Công ty Coventry Machinist), mang một chiếc xe đạp của Michaux tới Coventry, Anh. Chú của ông, Josiah Turner, và đối tác kinh doanh James Starley, sử dụng chiếc xe đạp này để sản xuất xe đạp nhãn hiệu 'Coventry Model', và công ty trở thành nhà máy sản xuất xe đạp đầu tiên của Anh.
Xe đạp vốn được làm bằng gỗ. Từ năm 1869 các xe đạp này đã được làm bằng thép.
Năm 1879, một người Anh là Lawson đã sáng chế xích để truyền động cho bánh sau. Sáng chế này kèm theo các cải tiến ở khung, đùi, đĩa, pêđan, hệ tay lái và phuộc. Năm 1885, J.K. Sartley cho bánh trước có cùng đường kính với bánh sau và làm cái khung bằng ống thép. Năm 1887, John Boyd Dunlop, một nhà sáng chế Scotland, tiếp tục cải tiến bánh xe với việc dùng ống hơi bằng cao su, do bánh xe lúc trước còn rất xóc. Năm 1890, Roberton ở Anh và Édouard Michelin ở Pháp làm cho bánh có thể tháo lắp được. Năm 1920, do xe quá nặng nên người ta đã đổi thành ruột rỗng cho xe nhẹ hơn, chất liệu của xe thì được đổi thành hợp kim. Năm 1973 xe địa hình được chế tạo ở California.
Trước khi ô tô trở nên phổ biến, xe đạp và xe ngựa là hai phương tiện chính để di chuyển cá nhân. Việc xây dựng đường bằng vào cuối thế kỷ 19 được thúc đẩy bởi sự quảng cáo rộng rãi, sản xuất và sử dụng phổ biến của hai loại phương tiện này. Vào đầu thế kỷ 21, đã có hơn 1 tỷ chiếc xe đạp được sản xuất trên toàn thế giới. Xe đạp là phương tiện phổ biến nhất trên thế giới và mẫu xe đạp phổ biến nhất, dù hoạt động bằng sức người hoặc động cơ phương tiện giao thông, là chiếc Flying Pigeon Trung Quốc, với số lượng vượt quá 500 triệu chiếc. Phương tiện thứ hai về số lượng nhiều nhất là chiếc xe máy Honda Super Cub, có hơn 100 triệu chiếc được sản xuất, trong khi ô tô được sản xuất nhiều nhất, chiếc Toyota Corolla, đã đạt hơn 44 triệu đơn vị và còn tiếp tục tăng.

## Cấu tạo
Có thể nói từ khi ra đời tới nay, chiếc xe đạp đã được con người cải tiến rất nhiều về cấu tạo cũng như những tính năng của nó. Từ những chiếc xe đạp đầu tiên chỉ phục vụ mục đích đi lại là chính, thì ngày nay chiếc xe đạp không những phục vụ đi lại, mà nó còn là một phương tiện thi đấu thể thao, giải trí...
So với thiết kế sơ khai cách đây hơn 200 năm, thì chiếc xe đạp ngày nay đã có sự thay đổi rõ rệt về cấu tạo. Chiếc xe đạp đầu tiên của loài người có cấu tạo khá đơn giản, chỉ gồm có hai chiếc bánh xe và khung xe; toàn bộ đều được làm bằng gỗ.
Ngày nay, xe đạp tuy rằng có rất nhiều kiểu dáng khác nhau, được sử dụng với những mục đích khác nhau nhưng chúng vẫn có một số điểm chung về cấu tạo và nguyên lý truyền động.
Phân chia theo công dụng thì xe đạp bao gồm những bộ phận chính sau:
a. Hệ thống truyền lực gồm: Bàn đạp (pê-đan) (1), đùi, trục giữa (2), đĩa (3), xích (4), líp (5).
Líp xe đạp nhận truyền động từ xích và chuyển đến bánh sau của xe, làm bánh xe quay và chỉ quay theo chiều thuận. Nhờ có líp, người đi xe không cần đạp bàn đạp liên tục mà bánh xe vẫn chuyển động về phía trước theo quán tính.
Líp gồm hai bộ phận chính là: vành và cốt:
Vành líp (1) có răng ở phía ngoài và trong. Răng ngoài để ăn khớp với xích, răng trong có dạng răng cưa nghiêng về một phía ăn khớp với cá líp (2) là một lưỡi thép nhỏ.
Cốt líp (3) có hai rãnh để đặt hai cá líp, trong mỗi rãnh có một lò xo nhỏ hoặc một cái lẫy làm bằng sợi thép nhỏ có tính đàn hồi (gọi là râu tôm) luôn tì vào cá. Cốt líp lắp chặt với moay-ơ bánh sau bằng ren. Bình thường, đầu nhọn của cá líp quay theo chiều thuận (chiều kim đồng hồ) nhờ bộ phận truyền động xích. Trong khi đó, lò xo đẩy cá líp lên làm răng trong vành líp mắc vào cá líp kéo cốt líp quay theo cùng chiều với vành của líp, làm bánh xe quay theo.
Khi đang đi xe, nếu ta không đạp bàn đạp, vành líp không quay, theo quán tính bánh xe vẫn lăn về phía trước, cốt líp cùng cá líp quay theo chiều kim đồng hồ, khi quay cá líp trượt trên răng trong của vành líp, ép lò xo xuống, đồng thời phát ra tiếng kêu "tạch tạch".
Khi xe đang đứng yên, nếu ta quay đùi đĩa theo chiều ngược chiều kim đồng hồ làm răng trong trượt lên cá líp nên cốt líp không quay được, do đó bánh xe không quay. Bởi vậy líp được gọi là khớp quay một chiều.
b. Hệ thống chuyển động: Bánh xe (trước và sau) (6). Bánh xe gồm: trục, moay-ơ, nam hoa, vành, săm, lốp.
- Trục được làm bằng thép, bánh xe quay trên trục thông qua ổ bi.
- Moay- ơ thường làm bằng thép, được liên kết với vành bánh xe bằng nan hoa.
- Nan hoa làm bằng thép.
- Vành bánh xe làm bằng hợp kim nhôm hoặc thép, có đường kính thông thường là 650mm.
- Săm, lốp được chế tạo từ cao su tổng hợp giúp tăng độ êm cho xe trong quá trình chuyển động.
Hệ thống truyền lực và chuyển động có tác dụng truyền lực và truyền động. Khi chúng ta đạp bàn đạp, lực truyền qua đùi xe làm trục giữa quay, đĩa quay kéo xích chuyển động, xích kéo líp cùng bánh sau quay (bánh chủ động), khi bánh xe quay và lăn trên mặt đường làm cho xe chuyển động về phía trước. Nguyên tắc truyền động như sau: Lực từ chân người đạp -> bàn đạp -> đùi xe -> trục giữa -> đĩa -> xích -> líp -> bánh xe sau -> xe chuyển động.
Chuyển động được truyền từ trục tới xích, líp nhờ sự ăn khớp giữa các mắt xích và răng trên đĩa, líp nên được gọi là truyền động xích. Vận tốc của xe đạp ngoài sự phụ thuộc vào tốc độ đạp của người đi xe còn phụ thuộc vào tỉ số truyền của bộ truyền động xích..
Tỷ số truyền này được tính theo công thức sau:
Trong đó:
D1: đường kính của đĩa (mm)
Z1: số răng của đĩa
n1: tốc độ quay của đĩa (vòng/phút)
D2: đường kính của líp (mm)
Z2: số răng của líp
n2: tốc độ quay của líp (vòng/phút)
Tốc độ quay của đĩa n1 phụ thuộc vào tốc độ đạp chân nhanh hay chậm của người đi xe. Tốc độ của xe phụ thuộc vào tốc độ quay của bánh xe sau (tốc độ quay của líp) n2. Như vậy, với một tốc độ quay n1 của đĩa, chúng ta có thể có nhiều tốc độ quay n2 của bánh xe khác nhau nhờ việc thay đổi đường kính D1 (thay đổi số răng Z1) hoặc D2 (thay đổi số răng Z2).
Tỉ số truyền i>1 nghĩa là: khi tốc độ quay của đĩa là n1 thì bánh xe quay nhanh hơn i lần (n2=i.n1). Tuy nhiên, nếu thiết kế tỉ số truyền càng lớn thì lực đạp lên bàn đạp càng lớn. Do vậy, tỉ số truyền không được quá lớn. Căn cứ vào tốc độ tối đa có thể đạt được của xe đạp mà người ta thiết kế tỉ số truyền sao cho phù hợp với mục đích sử dụng, ta có thể thấy rất rõ điều này trong các loại xe đạp địa hình.
c. Hệ thống lái gồm: Tay lái (ghi đông) (7), cổ phuốc (8). Hệ thống lái giúp chúng ta có thể điều khiển xe một cách nhẹ nhàng và dễ dàng nhất có thể khi muốn chuyển hướng. Bánh xe trước làm nhiệm vụ dẫn hướng, hướng chuyển động của xe phụ thuộc vào hướng chuyển động của bánh xe trước, do người điều khiển bẻ tay lái (ghi - đông) sang phải hoặc sang trái. Nguyên tắc truyền động như sau: Tay người đi xe -> tay lái của xe (ghi- đông) -> cổ phuốc -> càng trước -> bánh xe trước -> hướng chuyển động của xe.
d. Hệ thống phanh gồm: tay phanh (9), dây phanh (10), cụm má phanh (11). Đây là một phát minh lớn giúp người điều khiển xe đạp làm chủ vận tốc khi di chuyển trên đường để có được sự an toàn tối thiểu khi điều khiển xe.
e. Khung chịu lực (12): Trước kia khung xe được cấu tạo bằng vật liệu gỗ, nhưng ngày nay khung xe đã được thay thế bởi vật liệu thép. Vì ưu điểm của vật liệu thép là có độ cứng, độ bền và tuổi tho cao hơn so với khung gỗ. Khung xe chính là xương sống của xe đạp, liên kết toàn bộ các bộ phận khác lại với nhau thành một khối thống nhất.
f. Yên xe (13): giúp cho người điều khiển xe đạp có được vị trí thoải mái và hợp lý nhất.
Ngoài ra xe đạp còn có các bộ phận khác như: chắn bùn, chắn xích, chuông, đèn... và một chi tiết tuy nhỏ nhưng rất quan trọng trong xe đạp đó là ổ bi.
Ổ bi dùng để giảm ma sát giữa các chi tiết có chuyển động quay tròn tương đối với nhau như: moay-ơ với trục bánh trước, trục bánh sau...
Cấu tạo của ổ bi gồm: nồi, bi, côn. Côn được lắp vào trục (hoặc được chế tạo liền trục như ở trục giữa). Nồi lắp và moay-ơ. Khi làm việc, bi lăn giữa nồi và côn. Ổ bi được lắp giữa trục bánh xe và moay-ơ.
Nếu không có ổ bi, khi quay moay-ơ sẽ cọ xát lên trục gây ma sát lớn, nhiệt độ tại mối ghép tăng làm cho chi tiết bị mài mòn nhanh
Xe đạp còn được coi là một môn thể thao với các thể loại khác nhau: Trong nhà, đường trường, địa hình, trial, v.v. và được thi đấu trong ASIAD, Asian Indoor Games, SEA Games, Olympic...

## Khía cạnh xã hội và lịch sử

### Trong đời sống hằng ngày

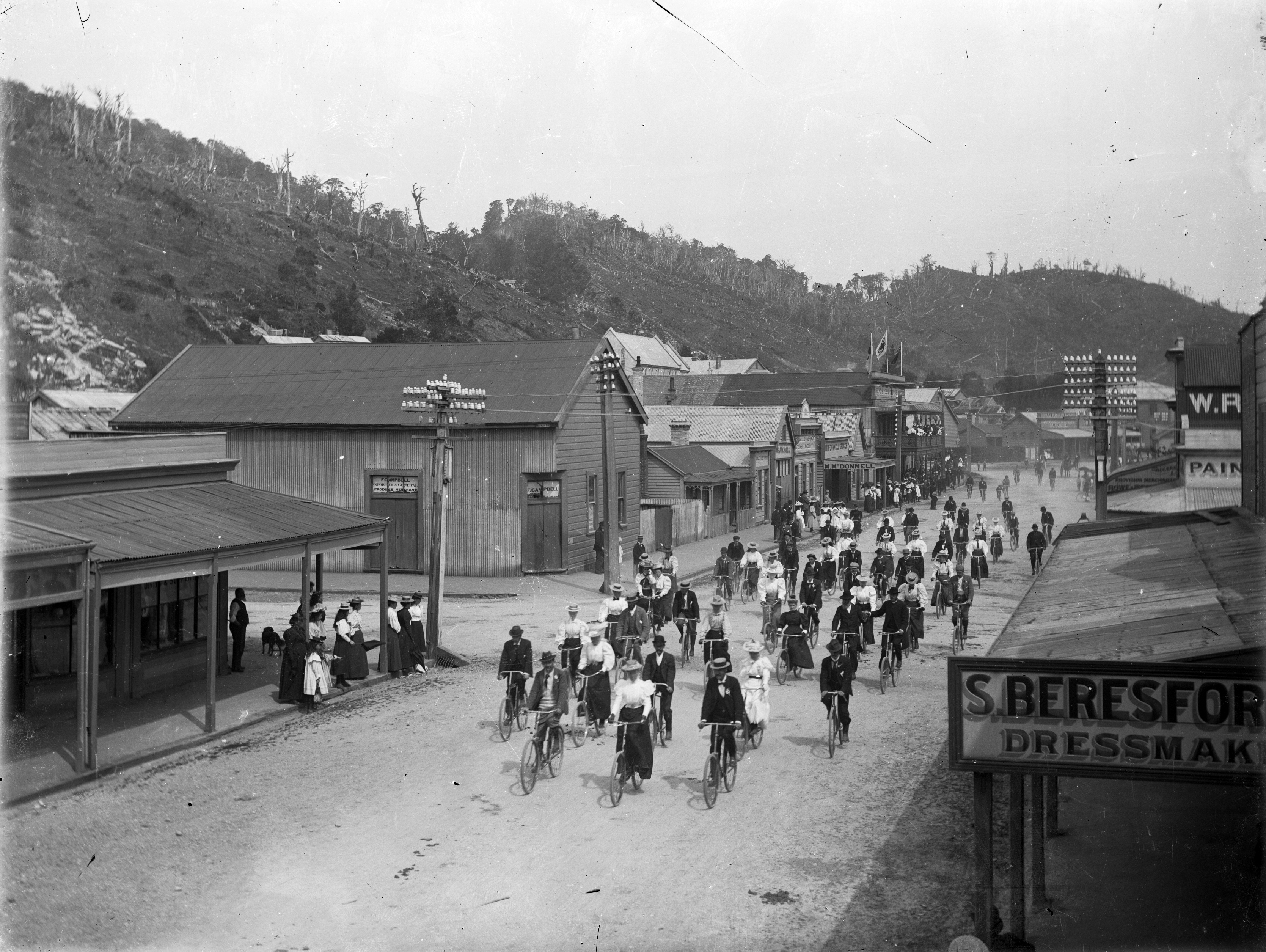
Cyclists in Greymouth, New Zealand (c.1898-1905)

Vào đầu thế kỷ 20, xe đạp đã đóng một vai trò quan trọng trong việc giảm tình trạng đông đúc tại các khu chung cư trong trung tâm thành phố. Điều này cho phép người lao động dễ dàng di chuyển từ những căn nhà lớn ở ngoại ô vào trung tâm, giảm bớt sự phụ thuộc vào việc sử dụng ngựa. Ngoài ra, xe đạp cũng mang đến sự linh hoạt cho mọi người trong việc tham quan và du lịch trong nước, nhờ khả năng tiết kiệm năng lượng gấp ba lần so với việc đi bộ và tốc độ di chuyển nhanh hơn gấp ba đến bốn lần.

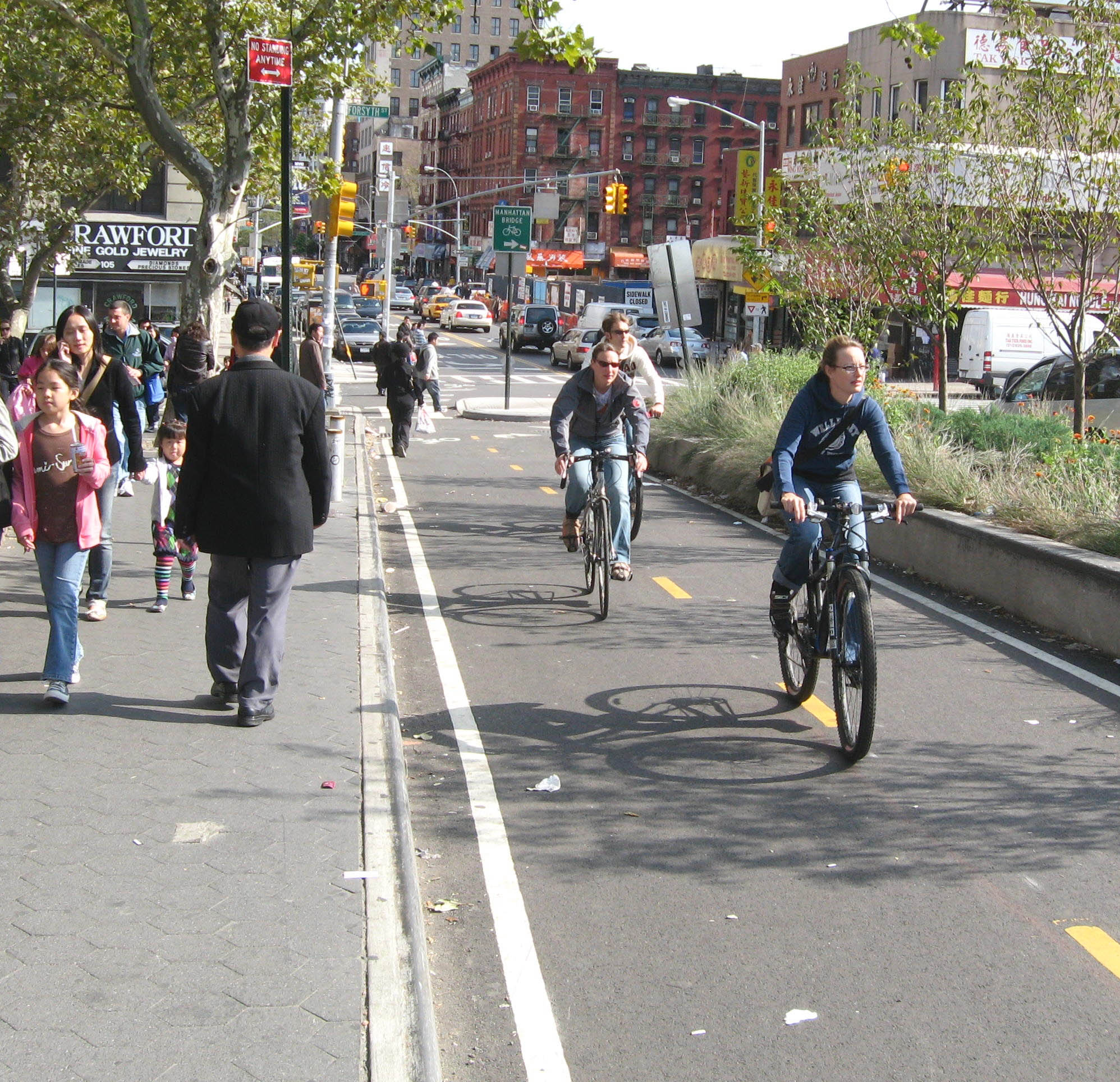
Đường dành cho xe đạp tại New York City, Hoa Kỳ (2008)

Trong các thành phố đông đúc trên toàn cầu, quy hoạch đô thị thường áp dụng hạ tầng đường dành riêng cho xe đạp như đường dành cho xe đạp để giảm tắc nghẽn giao thông và ô nhiễm không khí. Nhiều thành phố trên khắp thế giới đã triển khai các chương trình được gọi là các hệ thống chia sẻ xe đạp hoặc các chương trình xe đạp cộng đồng. Chương trình đầu tiên trong số này là Kế hoạch Xe Đạp Trắng tại Amsterdam vào năm 1965. Sau đó là xe đạp màu vàng tại La Rochelle và xe đạp màu xanh tại Cambridge. Những sáng kiến này bổ sung hệ thống vận tải công cộng và cung cấp lựa chọn thay thế cho giao thông có động cơ để giúp giảm tắc nghẽn và ô nhiễm. Ở châu Âu, đặc biệt ở Hà Lan và một số khu vực của Đức và Đan Mạch, việc đi xe đạp đến nơi là điều phổ biến. Ở Copenhagen, một tổ chức của người đi xe đạp điều hành Đại sứ quán Xe đạp để thúc đẩy việc đi xe đạp cho cả việc đi làm và tham quan. Vương quốc Anh có chương trình miễn thuế (IR 176) cho phép nhân viên mua xe đạp mới không bị thuế để sử dụng cho việc đi làm.
Ở Hà Lan, tất cả các ga tàu hỏa đều cung cấp bãi đậu xe đạp miễn phí hoặc nơi đậu xe an toàn với một khoản phí nhỏ, và các ga lớn còn có cửa hàng sửa chữa xe đạp. Đạp xe rất phổ biến đến mức nơi đỗ xe có thể bị quá tải, trong khi ở một số nơi như Delft, tình trạng đậu xe thường bị quá tải. Ở Trondheim, Na Uy, họ đã phát triển hệ thống Thang máy xe đạp Trampe để khuyến khích người đi xe đạp bằng cách hỗ trợ trên những dốc đường dốc. Xe buýt ở nhiều thành phố còn có máy giữ xe đạp được gắn ở phía trước.
Còn ở một số thị trấn ở các quốc gia khác, văn hóa đạp xe đã trở thành một phần không thể thiếu của bức tranh vùng đất suốt nhiều thế hệ, thậm chí không cần sự hỗ trợ chính thống. Điều này đúng cho trường hợp của Ílhavo, Bồ Đào Nha.
Ở những thành phố không tích hợp xe đạp vào hệ thống giao thông công cộng, người đi làm thường sử dụng xe đạp như một phần quan trọng của chế độ di chuyển kết hợp, trong đó xe đạp được sử dụng để di chuyển tới và từ các trạm tàu hoặc các hình thức giao thông nhanh khác. Một số sinh viên, sau khi lái xe từ nhà đến bãi đỗ xe trường, tiếp tục bằng xe đạp để đến lớp học. Sử dụng xe đạp gập càng trở nên phổ biến trong những tình huống như này, bởi chúng tiện lợi hơn khi cần mang theo. Ví dụ, Los Angeles đã quyết định loại bỏ một số chỗ ngồi trên một số tàu để tạo thêm không gian cho xe đạp và xe lăn.

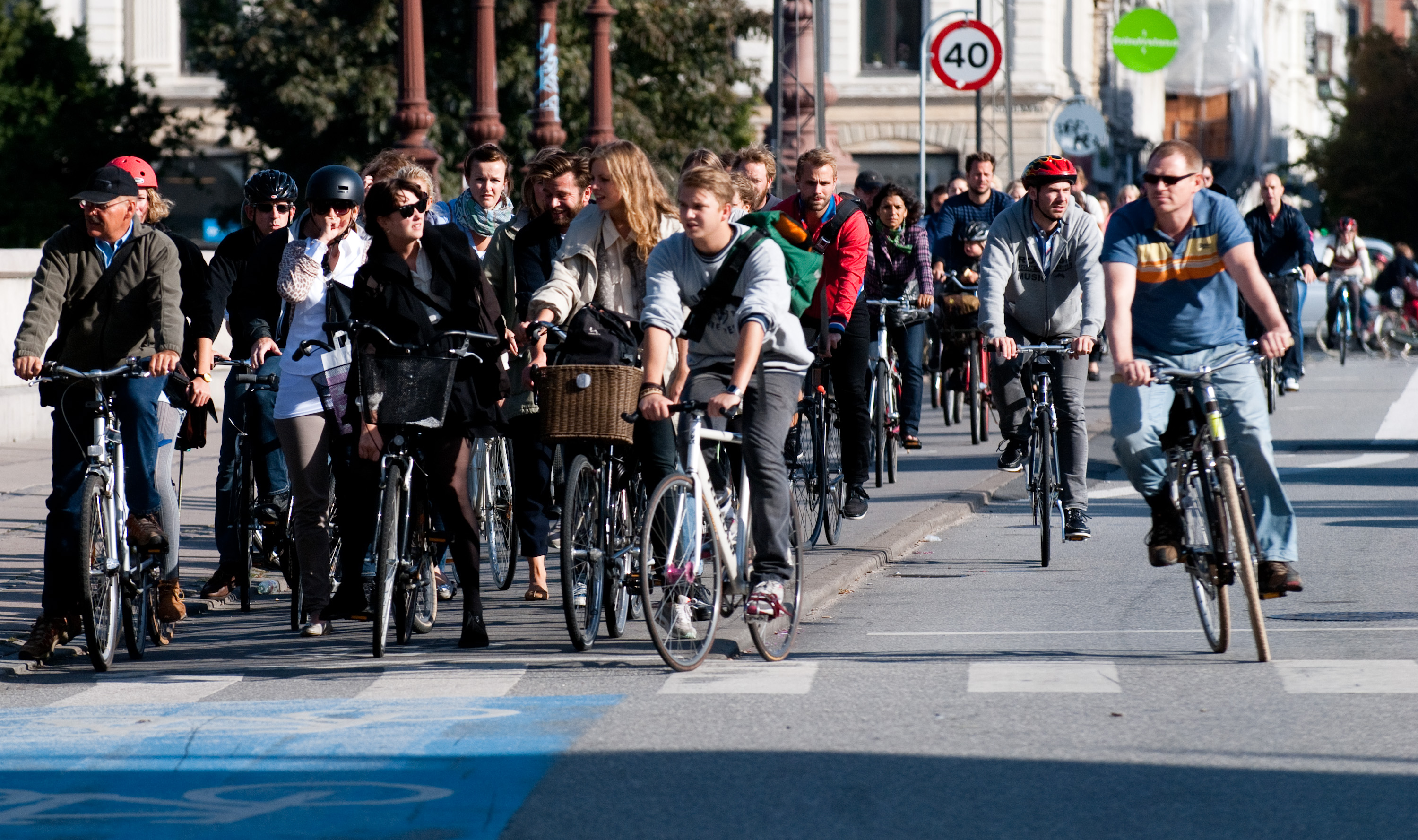
Người đi xe đạp trong thành phố Copenhagen, Đan Mạch

Cũng có một số công ty tại Hoa Kỳ, đặc biệt trong lĩnh vực công nghệ, đang phát triển cả thiết kế xe đạp độc đáo và tạo điều kiện thân thiện với xe đạp tại nơi làm việc. Ví dụ, Foursquare, với CEO Dennis Crowley, đã "đạp xe đến các cuộc họp... khi đang gọi vốn từ các nhà đầu tư rủi ro" trên một chiếc xe đạp hai bánh và đã chọn vị trí mới cho trụ sở tại New York dựa trên tiện ích đối với người đi xe đạp. Chỗ đỗ xe đạp tại văn phòng cũng đã được tích hợp vào kế hoạch trụ sở. Mitchell Moss, người điều hành của Trung tâm Chính sách và Quản lý Giao thông Rudin tại Đại học New York, đã nói vào năm 2012: "Đi xe đạp đã trở thành lựa chọn hàng đầu đối với công nhân công nghệ cao được giáo dục".
Xe đạp đóng vai trò quan trọng trong việc vận chuyển ở nhiều quốc gia đang phát triển. Cho đến gần đây, ở các nước châu Á, xe đạp đã trở thành một phần không thể thiếu của cuộc sống hàng ngày. Chúng được sử dụng rộng rãi nhất để di chuyển đến nơi làm việc, trường học, mua sắm và trong cuộc sống hàng ngày. Tại châu Âu, xe đạp cũng được sử dụng phổ biến. Ngoài ra, chúng còn giúp người dùng duy trì sức khỏe thông qua việc vận động.

### Xóa đói giảm nghèo

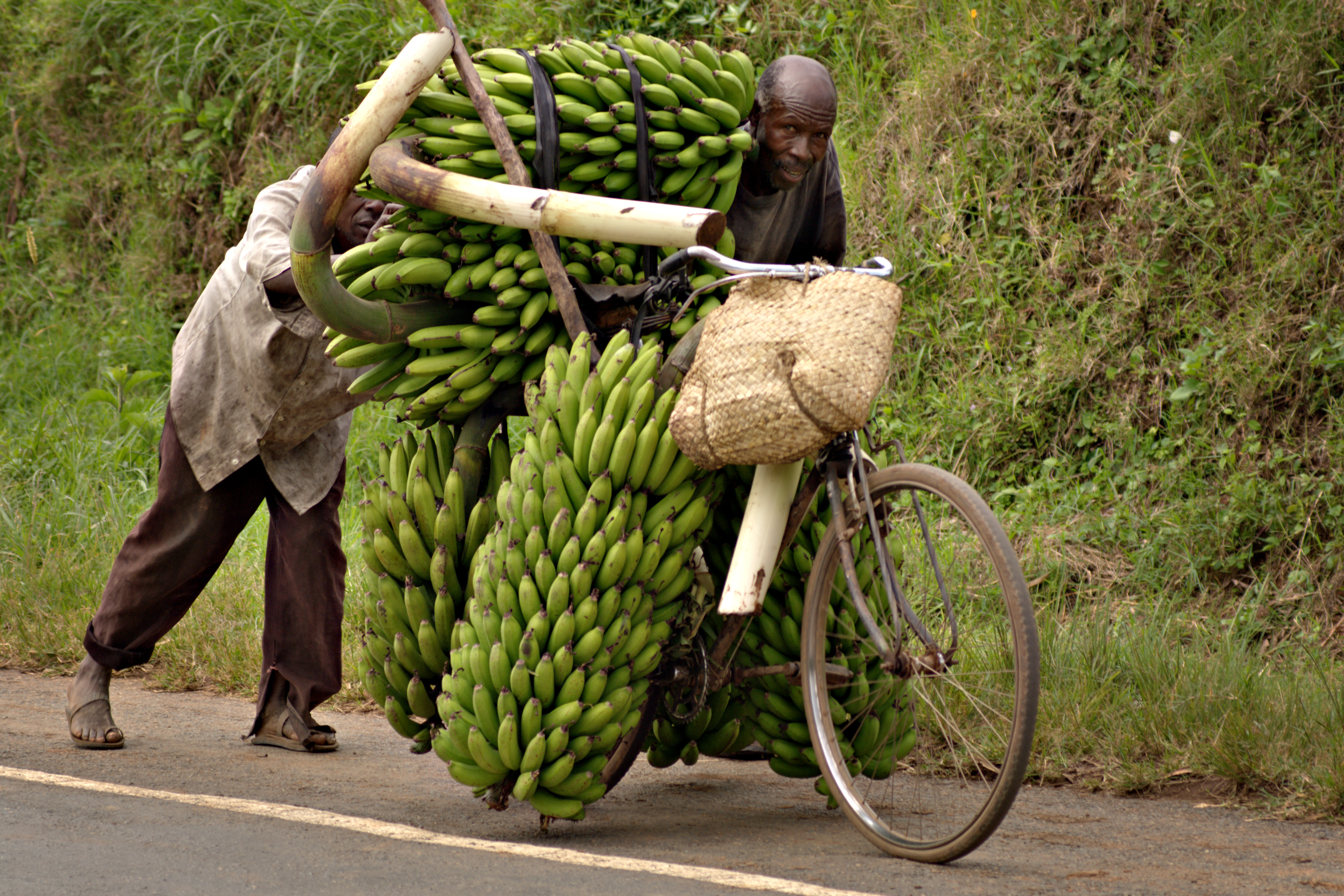
Men in Uganda using a bicycle to transport bananas

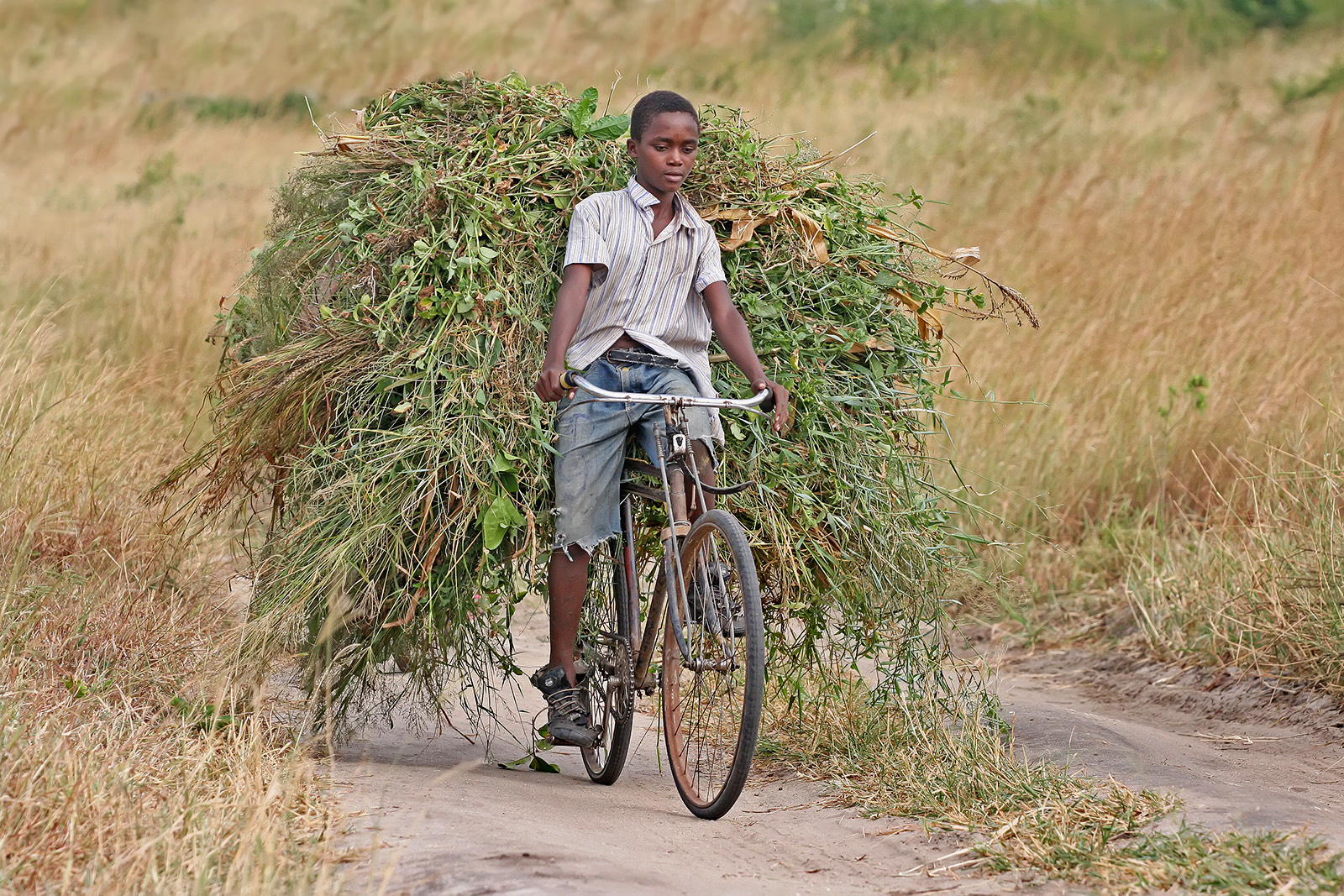
Tanzanian boy transporting fodder on his bicycle to feed his family cattle

Xóa đói giảm nghèo thông qua xe đạp là ý tưởng rằng việc cung cấp xe đạp và hạ tầng vận chuyển phù hợp có thể giảm đáng kể nghèo đói. Điều này đã được thực hiện qua nhiều dự án thử nghiệm ở Nam Á và châu Phi. Nghiên cứu thực hiện tại châu Phi (Uganda và Tanzania) và Sri Lanka trên hàng trăm hộ gia đình đã chỉ ra rằng một chiếc xe đạp có thể tăng thu nhập của một gia đình nghèo lên đến 35%.

### Giải phóng phụ nữ

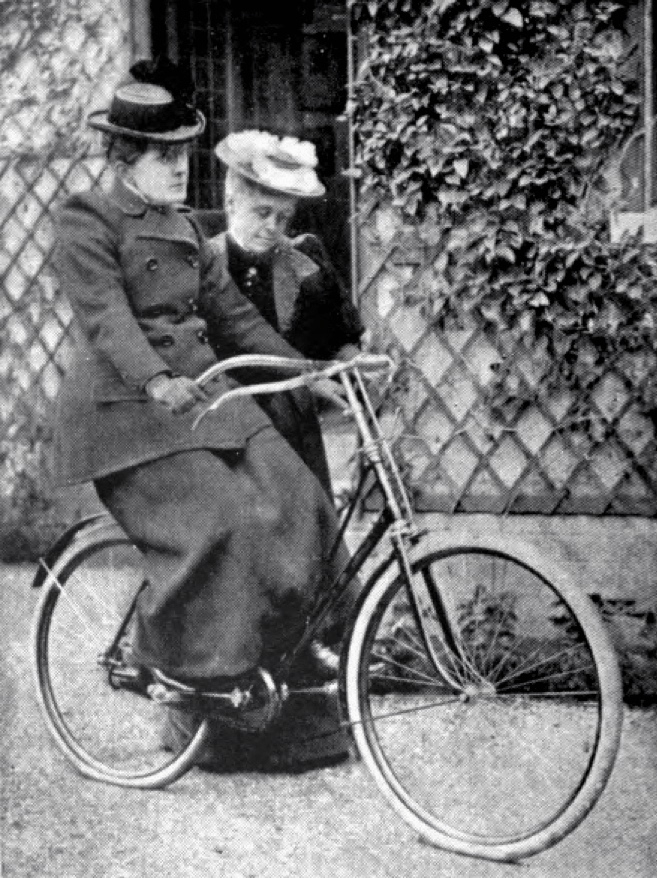
"Thả lỏng – nhưng đứng vững"; Frances Willard học cách lái xe đạp

Xe đạp an toàn đã mở ra cho phụ nữ khả năng tự do vận chuyển chưa từng có, góp phần vào sự giải phóng của họ tại các quốc gia phương Tây. Khi xe đạp trở nên an toàn và giá cả hợp lý hơn, nhiều phụ nữ đã có cơ hội tiếp cận tự do cá nhân mà xe đạp tượng trưng, và từ đó, xe đạp đã trở thành biểu tượng của Phụ nữ mới cuối thế kỷ 19, đặc biệt là tại Anh và Hoa Kỳ. Sự bùng nổ của xe đạp trong thập kỷ 1890 cũng thúc đẩy phong trào vận động cho việc mặc gọi là trang phục hợp lý, giúp giải phóng phụ nữ khỏi những chiếc corset và váy dài đến mắt cá cùng các trang phục hạn chế khác, thay thế bằng chiếc bloomers khiến đó làm cho người ta phải kinh ngạc vào thời điểm đó.
Xe đạp đã được các nhà nữ quyền và những người ủng hộ quyền bình đẳng giới thế kỷ 19 nhận biết như một "máy tự do" dành cho phụ nữ. Susan B. Anthony, một nhà nữ quyền Mỹ, đã nói trong cuộc phỏng vấn trên báo New York World vào ngày 2 tháng 2 năm 1896: "Tôi nghĩ rằng nó đã đóng góp nhiều hơn bất kỳ điều gì khác để giải phóng phụ nữ trên toàn thế giới. Tôi vui mừng mỗi khi thấy một phụ nữ điều khiển xe đạp. Điều này mang lại cho họ cảm giác tự tin và độc lập ngay từ khi họ ngồi lên yên xe; và họ tự do đi xa, hình ảnh của sự độc lập phụ nữ." Năm 1895, Frances Willard, người đứng đầu của Hội Nữ Hồi giáo Kiểm rượu, đã viết cuốn sách "A Wheel Within a Wheel: How I Learned to Ride the Bicycle, with Some Reflections by the Way", một hồi ký 75 trang với hình minh họa khen ngợi "Gladys," chiếc xe đạp của cô, vì tác động "làm phấn khích" đối với sức khỏe và tinh thần lạc quan của cô. Willard đã sử dụng ẩn dụ về xe đạp để khuyến khích những người nữ quyền khác hành động.
Năm 1985, Georgena Terry thành lập công ty sản xuất xe đạp dành riêng cho phụ nữ đầu tiên. Thiết kế của cô tập trung vào hình dạng của khung và kích thước bánh xe được lựa chọn để phù hợp tốt hơn với người phụ nữ, bằng cách làm ngắn ống trên và tạo khoảng cách thích hợp hơn.

### Ý nghĩa kinh tế

Quảng cáo Xe đạp Columbia từ năm 1886

Ngành sản xuất xe đạp đã chứng tỏ là một nền tảng đào tạo cho các ngành công nghiệp khác và đã dẫn đến sự phát triển của các kỹ thuật làm việc với kim loại tiên tiến, không chỉ cho việc chế tạo khung xe mà còn cho việc sản xuất các thành phần đặc biệt như vòng bi, ốc vít và bánh răng. Những kỹ thuật này sau này đã cho phép các thợ làm kim loại và thợ cơ khí có kỹ năng phát triển các thành phần được sử dụng trong các loại phương tiện như ô tô và máy bay vào giai đoạn đầu của chúng.
Anh em Wright, một cặp doanh nhân, điều hành Wright Cycle Company thiết kế, sản xuất và bán xe đạp của họ trong thời kỳ đại bùng nổ xe đạp vào những năm 1890.
Họ cũng đã giúp giảng dạy các mô hình công nghiệp sau này được áp dụng, bao gồm cơ khí hóa và sản xuất hàng loạt (sau này được sao chép và áp dụng bởi Ford và Tập đoàn General Motors), tích hợp dọc (sau này cũng được sao chép và áp dụng bởi Ford), quảng cáo mạnh mẽ (lên đến 10% tổng số quảng cáo trong các tạp chí ở Hoa Kỳ vào năm 1898 là của nhà sản xuất xe đạp), đẩy mạnh việc cải thiện đường xá (có lợi ích phụ là làm quảng cáo và cải thiện doanh số bán hàng thông qua việc cung cấp nhiều nơi để đi xe), tất cả đều được thực hiện lần đầu bởi Pope. Ngoài ra, các nhà sản xuất xe đạp đã áp dụng mô hình thay đổi hàng năm (sau này bị chê trách là kế hoạch lạm dụng, và thường được ghi cho General Motors), mô hình này đã rất thành công.
Những chiếc xe đạp đầu tiên là một ví dụ về việc tiêu tiền để thể hiện đẳng cấp và phong cách, và chúng đã được những tầng lớp thượng lưu ưa chuộng. Ngoài ra, bằng cách trở thành một nền tảng cho các phụ kiện, mà cuối cùng có thể đắt hơn cả chiếc xe đạp, chúng đã mở đường cho sự ra đời của sản phẩm như búp bê Barbie.
Xe đạp đã thúc đẩy sự xuất hiện hoặc cải thiện nhiều loại hình kinh doanh mới, bao gồm người đưa thư bằng xe đạp, thợ may di động, trường đua ngựa, và các trường đua xe đạp. Những đường đua của xe đạp sau này đã được sử dụng cho các cuộc đua xe máy và ô tô sớm. Ngoài ra, đã xuất hiện nhiều phát minh mới, như bộ nâng spoke của bánh xe đạp, đèn chiếu sáng đặc biệt, tất cả đều đã góp phần quan trọng vào sự phát triển của xe đạp và thậm chí là sản phẩm khác ngoài lĩnh vực này, như trường hợp của Charles Bennett với "dây đeo nịt chống động", sau này được gọi là "jock strap".

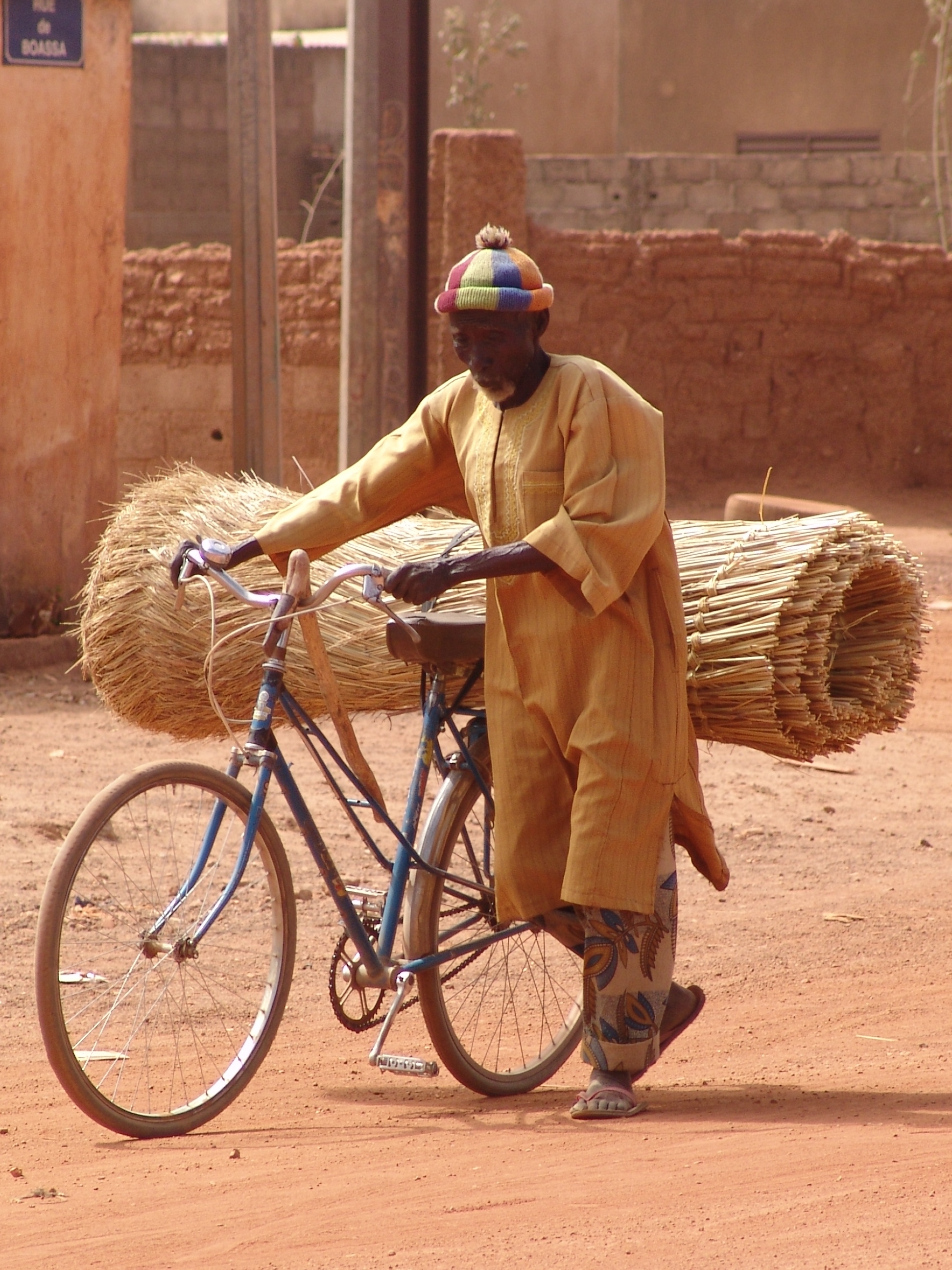
Một người đàn ông sử dụng xe đạp để chở hàng ở Ouagadougou, Burkina Faso.

Hơn nữa, xe đạp đã tiên đoán sự thay đổi trong cách di chuyển của con người, từ việc sử dụng phương tiện công cộng sang việc sở hữu xe cá nhân, một xu hướng mà sau này đã bùng nổ với sự xuất hiện của ô tô.
Công ty của J. K. Starley đã đổi tên thành Rover Cycle Company Ltd. vào cuối những năm 1890, và sau đó khi họ bắt đầu sản xuất ô tô, họ lại tiếp tục thay đổi tên thành Rover Company. Trong khi đó, Morris Motors Limited (tại Oxford) và Škoda cũng bắt đầu kinh doanh từ việc sản xuất xe đạp, cùng với những bước đầu của anh em Wright trong lĩnh vực này. Đồng thời, Alistair Craig, người sau này thành lập công ty sản xuất động cơ Ailsa Craig Engines, cũng bắt đầu sự nghiệp từ việc sản xuất xe đạp tại Glasgow vào tháng 3 năm 1885.
Nói chung, các nhà sản xuất xe đạp ở Hoa Kỳ và châu Âu thường trước đây lắp ráp xe đạp từ các khung và bộ phận của riêng họ hoặc từ các công ty khác sản xuất. Tuy nhiên, các công ty lớn như Raleigh trước đây thường tự sản xuất gần như tất cả các bộ phận của xe đạp (bao gồm cả giữa khung, trục bánh xe, và nhiều bộ phận khác). Trong những năm gần đây, cách sản xuất của các nhà sản xuất xe đạp này đã thay đổi mạnh, và hiện tại, gần như không còn hãng sản xuất nào tự sản xuất riêng các khung xe đạp của họ nữa.
Nhiều công ty mới hoặc quy mô nhỏ chủ yếu tập trung vào thiết kế và tiếp thị sản phẩm của họ, còn việc sản xuất thường được giao cho các công ty châu Á. Chẳng hạn, hiện nay khoảng 60% số lượng xe đạp trên toàn cầu được sản xuất tại Trung Quốc. Tuy có sự dịch chuyển trong quy trình sản xuất, khi các quốc gia như Trung Quốc và Ấn Độ trở nên giàu có hơn, việc sử dụng xe đạp trong nước họ đã giảm đi do khả năng mua ô tô và xe máy ngày càng dễ dàng hơn. Một trong những nguyên nhân chính khiến xe đạp Trung Quốc thâm nhập thị trường nước ngoài mạnh mẽ là chi phí lao động thấp ở Trung Quốc.
Đồng thời, theo sự gia tăng của cuộc khủng hoảng tài chính châu Âu, ở Ý vào năm 2011, số lượng xe đạp bán ra (1.75 triệu chiếc) đã vượt qua số lượng ô tô mới được bán ra.

### Tác động môi trường

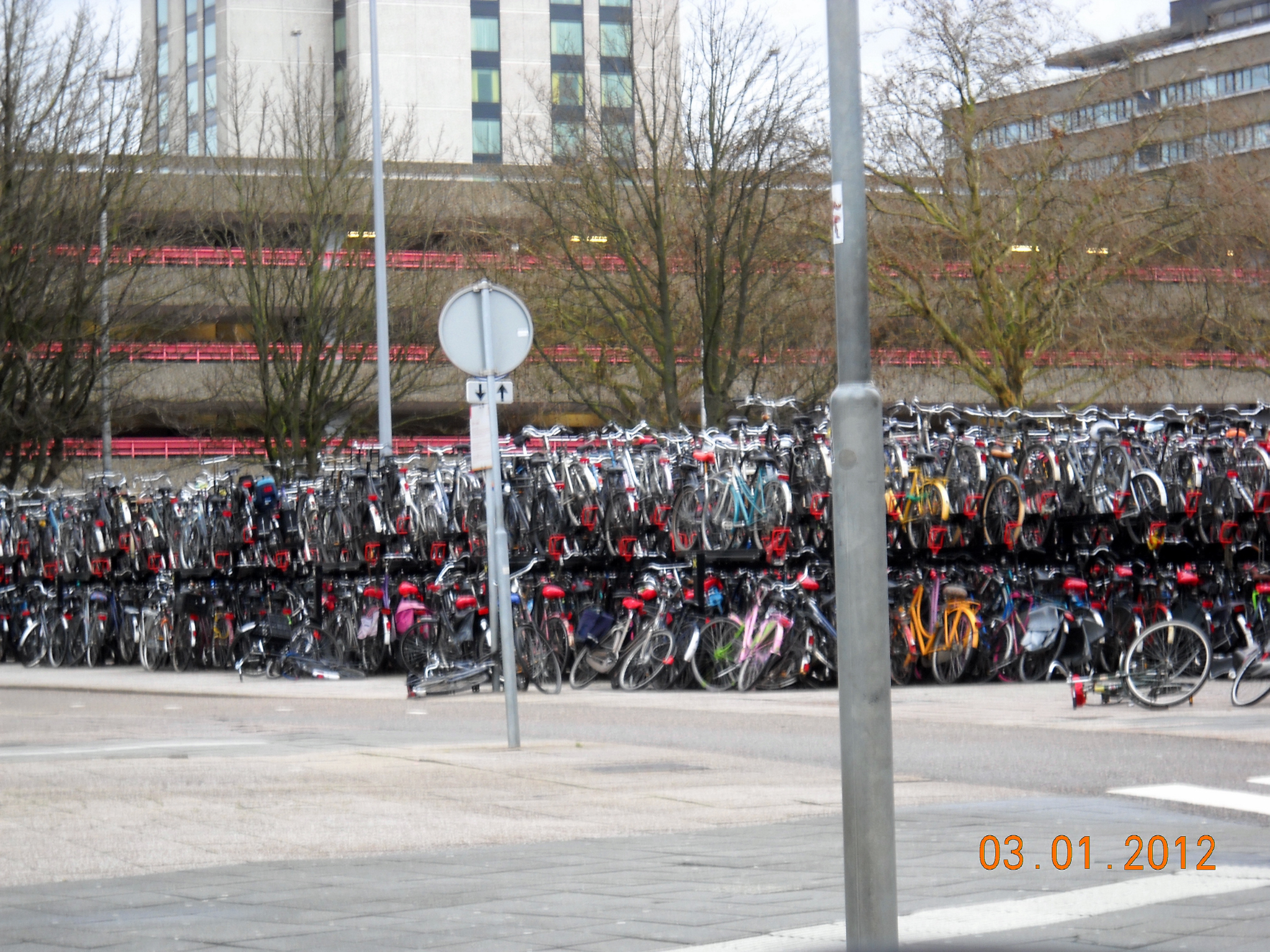
Bicycles in Utrecht, Netherlands

Việc sử dụng xe đạp không chỉ có ý nghĩa kinh tế sâu sắc bằng cách giải phóng người sử dụng khỏi việc tiêu thụ nhiên liệu động cơ (Ballantine, 1972), mà còn mang lại một loạt các lợi ích khác. Xe đạp không chỉ là một phương tiện giao thông chi phí thấp, nhanh chóng, và thân thiện với môi trường, mà còn mở rộng môi trường vật chất hữu ích cho con người theo lời tuyên bố của Ivan Illich. Trong khi các lựa chọn thay thế như ô tô và đường cao tốc có thể gây suy thoái và hạn chế môi trường cũng như khả năng di chuyển của con người, xe đạp là sự lựa chọn thông minh và bền vững. Hiện nay, trên toàn cầu có khoảng hai tỷ chiếc xe đạp đang được sử dụng bởi mọi lứa tuổi và tầng lớp xã hội, từ trẻ em, sinh viên, chuyên gia, người lao động cho đến công chức và người cao tuổi. Tất cả họ đều trải nghiệm sự tự do và cơ hội tập thể dục tự nhiên mà việc sử dụng xe đạp mang lại. Điều này không chỉ giúp cải thiện sức khỏe cá nhân mà còn đóng góp vào việc giảm lượng khí thải carbon vào môi trường.

### Chế tạo
Thị trường xe đạp toàn cầu trị giá 61 tỷ USD vào năm 2011. Tính đến  năm 2009, 130 triệu chiếc xe đạp đã được bán ra mỗi năm trên toàn cầu và 66% trong số đó được sản xuất tại Trung Quốc.
| Năm  | Sản xuất (triệu) | Bán hàng (triệu) |
| ---- | ---------------- | ---------------- |
| 2000 | 14.531           | 18.945           |
| 2001 | 13.009           | 17.745           |
| 2002 | 12.272           | 17.840           |
| 2003 | 12.828           | 20.206           |
| 2004 | 13.232           | 20.322           |
| 2005 | 13.218           | 20.912           |
| 2006 | 13.320           | 21.033           |
| 2007 | 13.086           | 21.344           |
| 2008 | 13.246           | 20.206           |
| 2009 | 12.178           | 19.582           |
| 2010 | 12.241           | 20.461           |
| 2011 | 11.758           | 20.039           |
| 2012 | 11.537           | 19.719           |
| 2013 | 11.360           | 19.780           |
| 2014 | 11.939           | 20.234           |

| Quốc gia        | Sản xuất (triệu) | Phụ tùng | Bán hàng (triệu) | Trung bình | Doanh số bán hàng (triệu Euro) |
| --------------- | ---------------- | -------- | ---------------- | ---------- | ------------------------------ |
| Italy           | 2.729            | €491M    | 1.696            | 288        | 488.4                          |
| Germany         | 2.139            | €286M    | 4.100            | 528        | 2164.8                         |
| Poland          | .991             | €58M     | 1.094            | 380        | 415.7                          |
| Bulgaria        | .950             | €9M      | .082             | 119        | 9.8                            |
| The Netherlands | .850             | €85M     | 1.051            | 844        | 887                            |
| Romania         | .820             | €220M    | .370             | 125        | 46.3                           |
| Portugal        | .720             | €120M    | .340             | 160        | 54.4                           |
| France          | .630             | €170M    | 2.978            | 307        | 914.2                          |
| Hungary         | .370             | €10M     | .044             | 190        | 8.4                            |
| Spain           | .356             | €10M     | 1.089            | 451        | 491.1                          |
| Czech Republic  | .333             | €85M     | .333             | 150        | 50                             |
| Lithuania       | .323             | 0        | .050             | 110        | 5.5                            |
| Slovakia        | .210             | €9M      | .038             | 196        | 7.4                            |
| Austria         | .138             | 0        | .401             | 450        | 180.5                          |
| Greece          | .108             | 0        | .199             | 233        | 46.4                           |
| Belgium         | .099             | €35M     | .567             | 420        | 238.1                          |
| Sweden          | .083             | 0        | .584             | 458        | 267.5                          |
| Great Britain   | .052             | €34M     | 3.630            | 345        | 1252.4                         |
| Finland         | .034             | €32M     | .300             | 320        | 96                             |
| Slovenia        | .005             | €9M      | .240             | 110        | 26.4                           |
| Croatia         | 0                | 0        | .333             | 110        | 36.6                           |
| Cyprus          | 0                | 0        | .033             | 110        | 3.6                            |
| Denmark         | 0                | 0        | .470             | 450        | 211.5                          |
| Estonia         | 0                | 0        | .062             | 190        | 11.8                           |
| Ireland         | 0                | 0        | .091             | 190        | 17.3                           |
| Latvia          | 0                | 0        | .040             | 110        | 4.4                            |
| Luxembourg      | 0                | 0        | .010             | 450        | 4.5                            |
| Malta           | 0                | 0        | .011             | 110        | 1.2                            |
| EU 28           | 11.939           | €1662M   | 20.234           | 392        | 7941.2                         |

### Trộm cắp

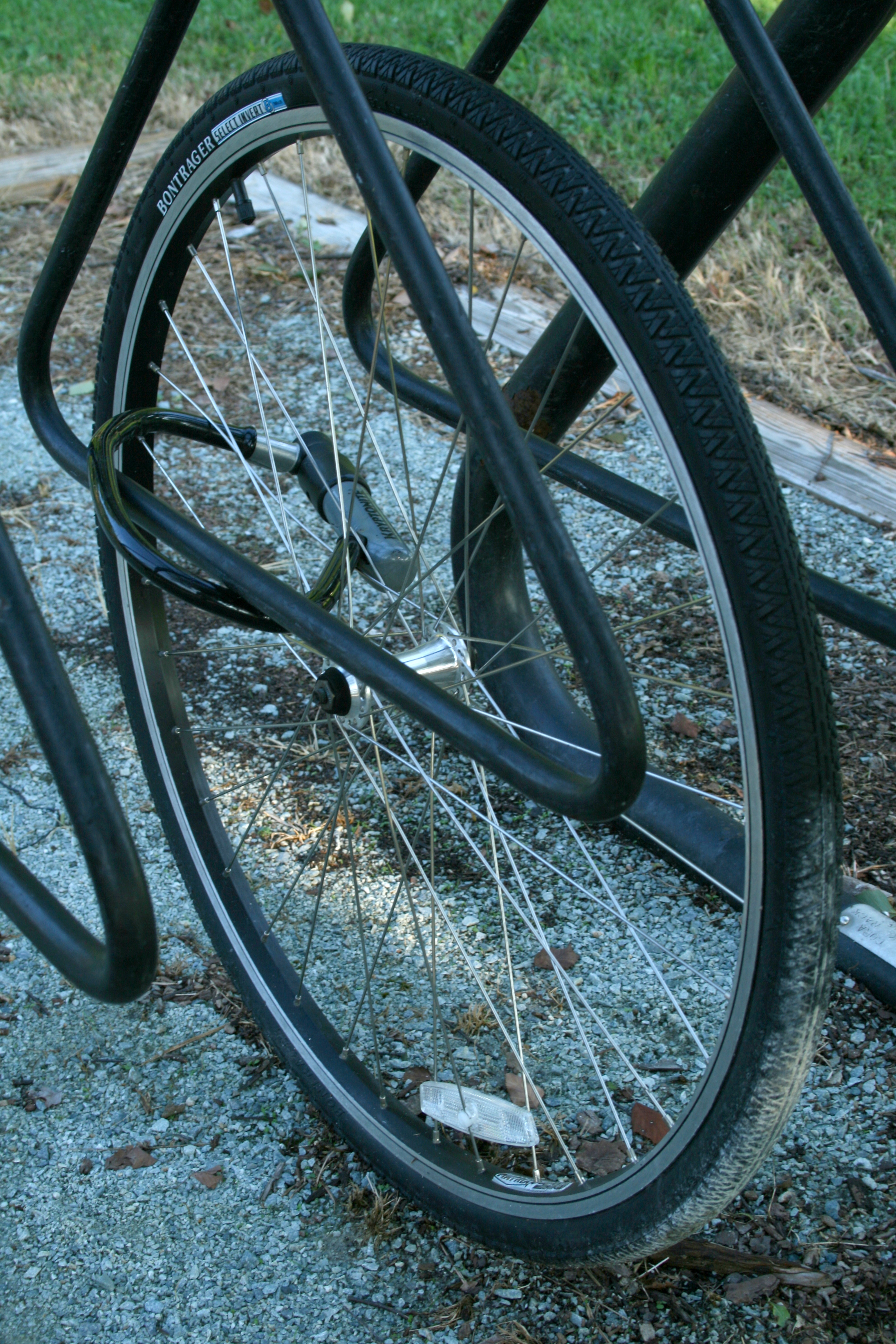
A bicycle wheel remains chained in a bike rack after the rest of the bicycle has been stolen at east campus of Duke University in Durham, North Carolina.

Xe đạp thường là mục tiêu của những vụ trộm phổ biến do giá trị của chúng và dễ dàng bán lại. Số lượng xe đạp bị mất mát hàng năm rất khó để xác định chính xác, vì nhiều tội phạm không bao giờ được báo cáo. Theo một khảo sát của Tạp chí Giao thông Bền vững Quốc tế Montreal, khoảng 50% những người tham gia khảo sát, người đi xe đạp tích cực, đã từng trải qua việc mất xe đạp do trộm cắp. Đáng chú ý, hầu hết các xe đạp đều có số seri, thông tin này có thể được sử dụng để xác minh danh tính trong trường hợp xe bị mất cắp.

## Ảnh

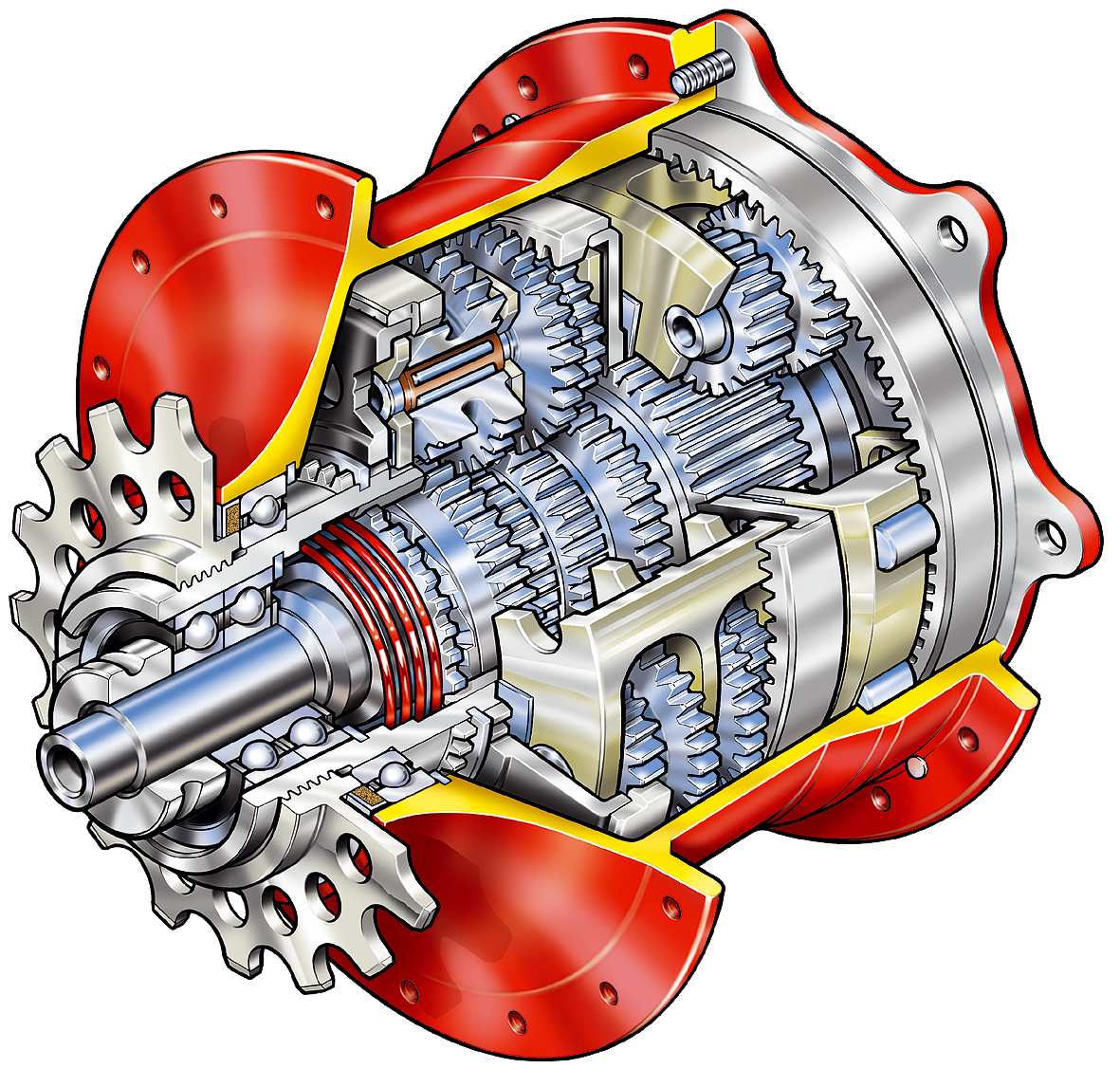
Thiết kế hộp số xe đạp dùng bánh răng thay cho phương pháp dùng nhiều nấc xích, đầu thế kỷ 21.
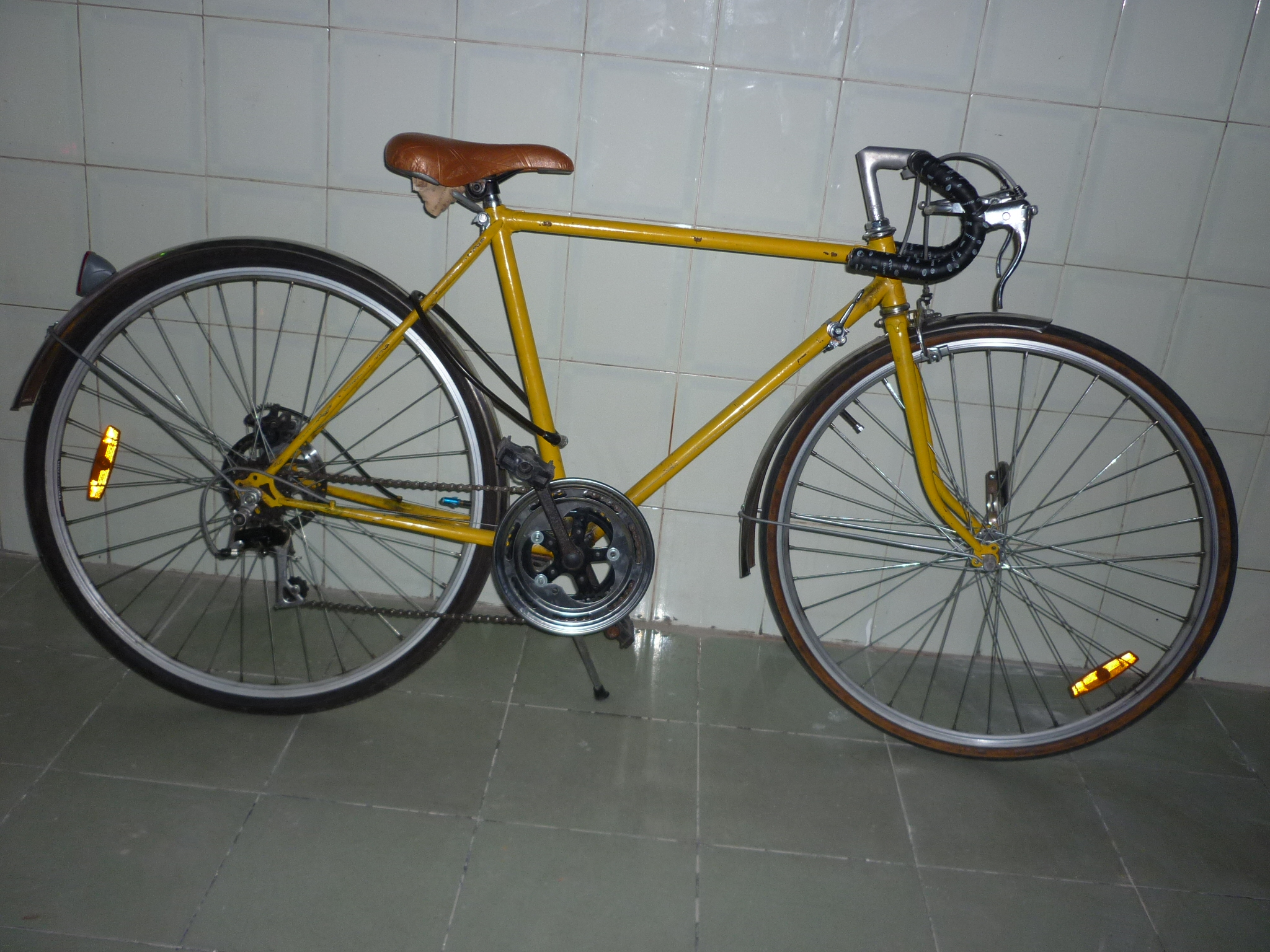
Một chiếc xe đạp cuộc.
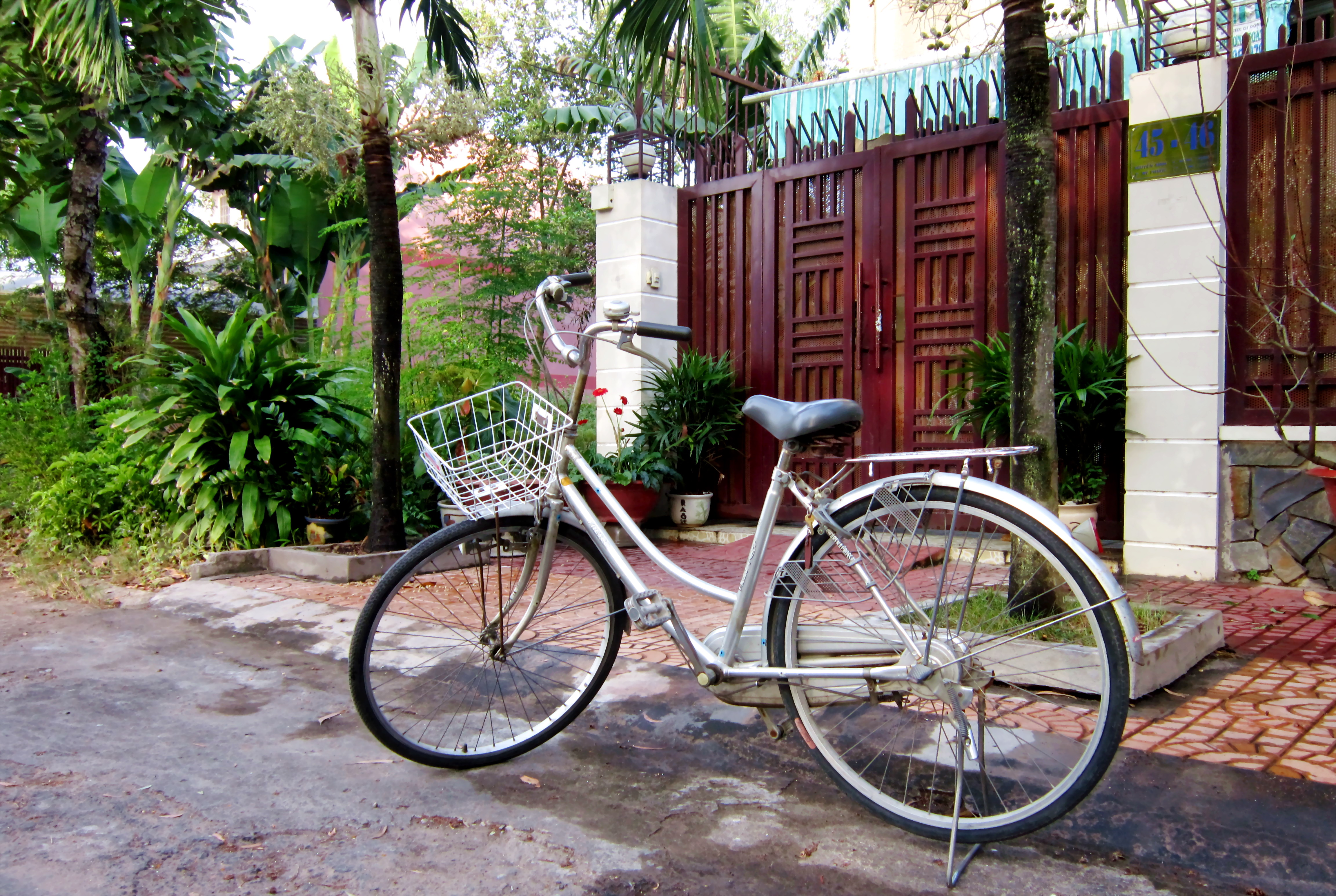
Một trong số kiểu xe đạp thông dụng ở Việt Nam.
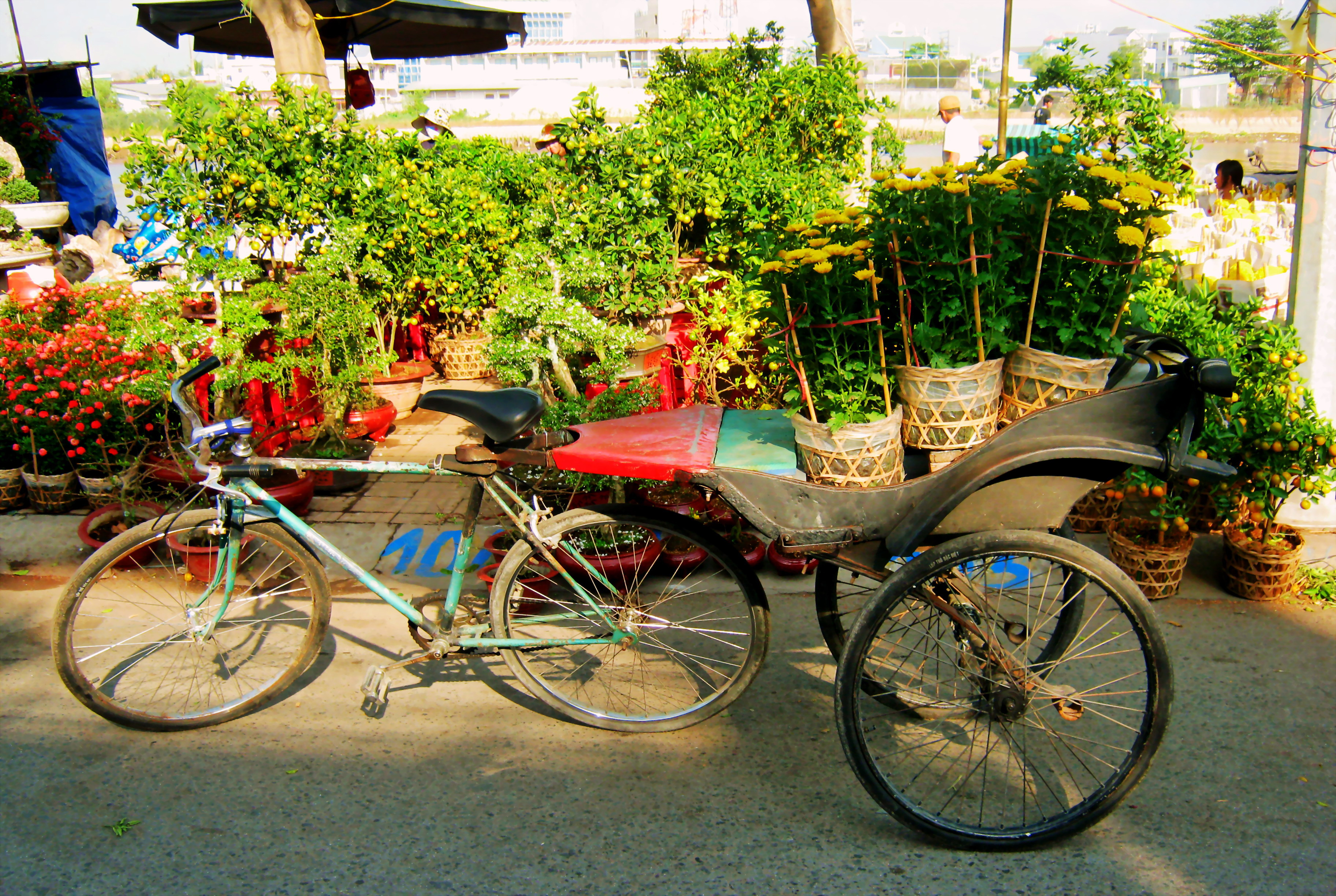
Xe đạp được gắn thêm thùng để chở hàng (có khi còn chở người) ở An Giang.

### Sách tham khảo
- Herlihy, David V. (2004). Bicycle: The History. Yale University Press. ISBN 978-0300120479.